# Cambodia Bayon Airlines
Cambodia Bayon Airlines (Khmer អាកាសចរណ៍ កម្ពុជា បាយ័ន) ist eine kambodschanische Fluggesellschaft mit Sitz in Phnom Penh und Basis auf dem Flughafen Phnom Penh.

## Geschichte
Cambodia Bayon Airlines wurde 2014 gegründet und nahm Ende 2014 den Flugbetrieb zwischen Phnom Penh und Siem Reap auf. Seitdem wurde das Streckennetz auf Sihanoukville und Ho-Chi-Minh-Stadt erweitert.
Die Gesellschaft stellte am 30. Dezember 2018 ihre Tätigkeit ein.

## Flugziele
Cambodia Bayon Airlines betrieb Ziele innerhalb Kambodschas und in Vietnam.

## Flotte
Mit Stand Juli 2016 besteht die Flotte der Cambodia Bayon Airlines aus zwei Flugzeugen:
| Flugzeugtyp     | Anzahl | bestellt | Anmerkungen |
| --------------- | ------ | -------- | ----------- |
| Airbus A320-200 |        | 10       |             |
| Xi’an MA60      | 2      | 18       |             |
| Gesamt          | 2      | 28       |             |